# Brytyjska Akademia Sztuk Filmowych i Telewizyjnych
Brytyjska Akademia Sztuk Filmowych i Telewizyjnych (ang. British Academy of Film and Television Arts, BAFTA) − organizacja, przyznająca corocznie od 1948 roku nagrody w dziedzinie filmu, telewizji i mediów interaktywnych (gier komputerowych).
Założona w 1947 r. jako The British Film Academy (Brytyjska Akademia Filmowa) przez Alexandra Kordę, Charlesa Laughtona, Davida Leana, Rogera Manvella, Carola Reeda i innych, połączona została w 1958 r. z The Guild of Television Producers and Directors, co pozwoliło stworzyć The Society of Film and Television, które w 1976 stało się British Academy of Film and Television Arts − BAFTA.
Siedziba główna mieści się przy Piccadilly Circus w Londynie, zaś oddziały w północnej Anglii, Szkocji, Walii, Nowym Jorku i Los Angeles, gdzie od 1989 BAFTA/LA, prowadzi własną coroczną ceremonię rozdania nagród, nazwaną Britannia Awards.
Statuetka stworzona przez Mitzi Cunliffe, przypomina maskę teatralną, która wykonana jest ze złota. Oficjalna nazwa brytyjskiej statuetki to Złota Maska.

## Nagrody
Niemal wszystkie (poza Britannia Awards) przyznawane przez Akademię nagrody potocznie określane są jako BAFTA. Należy jednak pamiętać, iż w rzeczywistości jest to siedem odrębnych nagród, przyznawanych w różnych dziedzinach. Najbardziej znaną spośród nich jest nagroda filmowa, choć w Wielkiej Brytanii bardzo dużym poważaniem cieszy się także nagroda telewizyjna.
- Nagrody Brytyjskiej Akademii Filmowej (British Academy Film Awards) − najstarsze nagrody filmowe BAFTA pośród przyznawanych przez organizację, wręczane od 1948 jako brytyjski odpowiednik amerykańskich Oscarów czy francuskich Cezarów. Tylko jedna kategoria (Nagroda dla Najlepszego Brytyjskiego Filmu im. Alexandra Kordy) zastrzeżona jest dla filmów wyprodukowanych w Wielkiej Brytanii, zaś w pozostałych kategoriach filmy brytyjskie rywalizują na równi z filmami innych krajów (głównie USA). Przez wiele lat ceremonie odbywały się kwietniu, zaś od 2001 odbywają się w lutym. Od 2007 miejscem wręczania jest Royal Opera House w Londynie, który zastąpił słynne londyńskie kino Odeon. Od 2000 do 2013 sponsorem tytularnym nagród była sieć komórkowa Orange, a oficjalna nazwa nagród to Orange British Academy Film Awards. Obecnie sponsorem jest sieć komórkowa EE, a nazwa nagrody to EE British Academy Film Awards[1].
- Nagrody Telewizyjne Akademii Brytyjskiej (British Academy Television Awards) − nagrody telewizyjne BAFTA są najważniejszym wyróżnieniem branżowym w brytyjskiej telewizji, odpowiednikiem amerykańskich Emmy, wręczane od 1950 wspólnie z nagrodami filmowymi, zaś od 1998 oddzielnie. Ceremonie odbywają się w różnych miejscach w Londynie, ostatnia miała miejsce w Royal Festival Hall.
- Nagrody Craft Brytyjskiej Akademii Telewizyjnej (British Academy Television Craft Awards) − nagrody rzemiosła telewizyjnego, wyodrębnione z nagród telewizyjnych w 2000 dla twórców telewizyjnych, pozostających w cieniu (reżyserzy, scenarzyści, montażyści, dźwiękowcy i inni).
- Nagrody Dziecięce Brytyjskiej Akademii (British Academy Children's Awards) − nagrody dziecięce BAFTA dla osób ze świata mediów audiowizualnych, kierujących oferty do najmłodszych odbiorców, wręczane od 1969. Z czasem rozrosły się z 2 do 19 kategorii, co doprowadziło do powstania odrębnej ceremonii, odbywającej się pod koniec listopada. Sponsorem tytularnym nagród jest firma Electronic Arts.
- British Academy Games Awards − nagrody dla twórców gier komputerowych wręczane od 1998. W 2006 BAFTA uznała je za równe w swoim statusie i znaczeniu z nagrodami filmowymi i telewizyjnymi, co przekłada się m.in. na transmisję telewizyjną z ceremonii ich rozdania.
- Nagrody Britannia (Britannia Awards) − nagrody hollywoodzkiego oddziału BAFTA, wręczane od 1989, znacznie skromniejsze pod każdym względem od swoich brytyjskich nagród siostrzanych. Liczba i nazwy kategorii ulegają częstym zmianom, jednak żelazną zasadą pozostaje przyznawanie nagród wyłącznie osobom, a nie całym filmom czy serialom.
- BAFTA Scotland / BAFTA Wales − nagrody filmowe i telewizyjne wręczane przez szkocki oddział BAFTA produkcjom realizowanym w tej części Wielkiej Brytanii oraz ich twórcom. Analogiczną rolę w Walii pełnią nagrody BAFTA Cymru.